# Diecezja Nyundo
Diecezja Nyundo – diecezja rzymskokatolicka w Rwandzie. Powstała w 1952 jako wikariat apostolski. Diecezja od 1959.

## Biskupi ordynariusze
- Aloysius Bigirumwami (1952–1973)
- Vincent Nsengiyumva (1973–1976)
- Wenceslas Kalibushi (1976–1997)
- Alexis Habiyambere, SJ (1997–2016)
- Anaclet Mwumvaneza (od 2016)